# Anton Wolfbauer
Anton Alois Franz Maria Wolfbauer (* 26. November 1909 in Leoben; † 13. März 1987 in Köln) war ein österreichischer Politiker und Nationalsozialist. Von 1939 bis 1945 bekleidete er das Amt des Bürgermeisters von Leoben.

## Biographie
Anton Wolfbauer wurde am 26. November 1909 als Sohn von Anton Alois Wolfbauer (* 26. Mai 1876) und dessen Ehefrau Franziska (geborene Schmied; * 26. Jänner 1886) in Leoben geboren und am 5. Dezember 1909 auf den Namen Anton Alois Franz Maria getauft. Seine Eltern betrieben in Leoben ein Lederwarengeschäft. Vier Jahre lang besuchte er das dortige Realgymnasium, danach wechselte er an die Handelsakademie mit Matura in Graz. 1927 wurde er Mitglied der Burschenschaft Leder Leoben, 1931 trat er in den NSDStB und die SA ein. Am 8. März 1933 trat er der NSDAP bei (Mitgliedsnummer 1.454.315). Wolfbauer inskribierte an der Montanuniversität Leoben, von dieser wurde er jedoch 1934 aufgrund seiner nationalsozialistischen Betätigung ausgeschlossen. Infolgedessen arbeitete er bis 1938 im Betrieb seiner Eltern mit. Er schloss eine kaufmännische Ausbildung ab und wurde danach Kreisamtsleiter für Kommunalpolitik des Kreises Leoben (Gau Steiermark). Er wurde Altherrenschaftsführer seiner in die Kameradschaft Ernst Großmann umgewandelten Burschenschaft.
Ab den späten 1920er Jahren engagierte Wolfbauer sich im deutschnational und antisemitisch orientierten Steirischen Heimatschutz, über welchen er in Kontakt mit der NSDAP und deren paramilitärischer Kampftruppe SA kam. Mit 18. Jänner 1934 trat er aus der römisch-katholischen Kirche aus und wurde evangelisch. Nach Beteiligung am gescheiterten Juliputsch 1934 übernahm er 1935 die Führung der SA-Brigade Obersteiermark. In dieser Funktion war er (gemeinsam mit dem Stabsführer Franz Steindl) für die Neuorganisation der SA in dieser Region verantwortlich und entwickelte sich zu einem der dort führenden Nationalsozialisten. Er bekämpfte das politische System des Ständestaates nicht nur propagandistisch, sondern beteiligte sich auch an zahlreichen Sprengstoffattentaten. Im Juli 1937 wurde er aufgrund dieser Aktivitäten zu 15 Monaten schweren Kerker verurteilt. Mit dem Anschluss Österreichs kam Wolfbauer jedoch wenige Monate später wieder frei. Im Juni 1938 wurde er in Anerkennung der „Verdienste der österreichischen SA um Großdeutschland“ in den Rang eines Standartenführers erhoben. Ab 31. Jänner 1939 wurde er schließlich von Gauleiter Sigfried Uiberreither zum Bürgermeister von Leoben ernannt. Er sollte das Amt bis Kriegsende innehaben. Mit 1. Oktober 1939 wurden die ehemals selbstständigen Gemeinden Donawitz, Göss und ein Teil von Sankt Peter-Freienstein in die Stadt Leoben eingemeindet. In der Stadt war Wolfbauer eine der zentralen Persönlichkeiten zur Etablierung und Absicherung der nationalsozialistischen Herrschaft, welcher er schließlich seine Position verdankte. Dabei scheute er weder Denunziation noch jegliche Art der Drangsalierung ihm persönlich oder politisch missliebiger Personengruppen. Am 31. Juli 1939 heiratete er standesamtlich in Leoben eine Margarethe Truxa.
1940 ging er als Freiwilliger zur Wehrmacht, wo er als Unteroffizier bei der 4. Marschkompanie der Gebirgs-Kraftfahr-Ersatzabteilung 18 Bregenz wurde. Er kam zur Nachrichten-Ersatz-Kompanie und zum Gebirgsjäger-Ersatz-Regiment 138. In Norwegen verletzte er sich bei einem Autounfall und wurde später persönlicher Fahrer des Generals Eduard Dietl. Von 1941 bis 1943 war er in der Genesenden-Kompanie, beim Grenadier-Ersatz und Ausbildungsbataillon Nr. 42 und Nr. 319. In diese Zeit fiel auch die standesamtliche Heirat mit Katharina Wisolek am 11. September 1941 in Berlin-Wilmersdorf; die kirchliche Trauung fand erst am 24. Jänner 1956 statt. 1943 wurde er als Oberbürgermeister von Luxemburg vorgeschlagen, was er jedoch ablehnte. Im April 1945 war Wolfbauer als Kreisstabsführer des Volkssturms auch für die Organisation der Bewachung und Begleitung jüdischer Zwangsarbeiter aus Ungarn in das KZ Mauthausen verantwortlich, von welchen zahlreiche am Präbichl erschossen wurden oder die allgemein unmenschliche Behandlung nicht überlebten.
Nach Kriegsende wurde Wolfbauer 1946 von den Briten inhaftiert, 1947 den österreichischen Behörden übergeben und im September 1948 schließlich wegen Verstößen gegen das Verbotsgesetz während seiner Zeit als illegaler Nationalsozialist zwischen 1933 und 1938 zu vier Jahren schwerem Kerkers und Vermögensverfall verurteilt. Von anderen Anklagepunkten (Denunziation, Kriegsverbrechen, Verletzung der Menschenwürde) wurde Wolfbauer freigesprochen, da er die Vergehen nicht als Privatperson, sondern im Rahmen seiner Amtstätigkeit begangen habe. Die Verbrechen im April 1945 wurden im Verfahren nicht thematisiert. Nach der Verurteilung suchte er um Erlassung der restlichen Haftzeit an und wurde am 22. Dezember 1948 begnadigt. 1950 übersiedelte er mit seiner Frau und den beiden gemeinsamen Kindern nach Köln, wo die Eltern seiner Frau Katharina (* 1922; † 2013) ein Kaufhaus betrieben, welches er später übernahm.
Wolfbauer starb 1987. Die Grabstätte der Eheleute befindet sich auf dem Kölner Melaten-Friedhof.

## Ehrungen
- Medaille zur Erinnerung an den 13. März 1938
- Ehrenzeichen des NSDStB